# Европейски път Е773
Европейски път E773 е път, част от Европейската пътна мрежа, разположен изцяло на територията на България.
Пътят започва при км 168 на автомагистрала Тракия, където Европейски път Е80 се отделя от нея за да поеме на юг по автомагистрала Марица, и завършва при град Бургас. По цялото си протежение пътят следва трасето на автомагистрала Тракия.
При първия вариант на Европейската пътна мрежа приет през 1975 година, този път е номериран като Е772. Тъй като по това време автомагистрала Тракия е била в начален етап на проектиране и строеж, връзката на път Е80 с град Бургас е била до село Поповица – по републикански път II-66. В последващите редакции на Споразумението от 2002 и 2008 година, този път е обозначен като Е773. Днес, като Европейски път Е772 е обозначено трасето, свързващо построените до момента участъци на автомагистрала Хемус между Ябланица и Шумен. 